# Aleksandrowskie misyjne seminarium duchowne w Ardonie

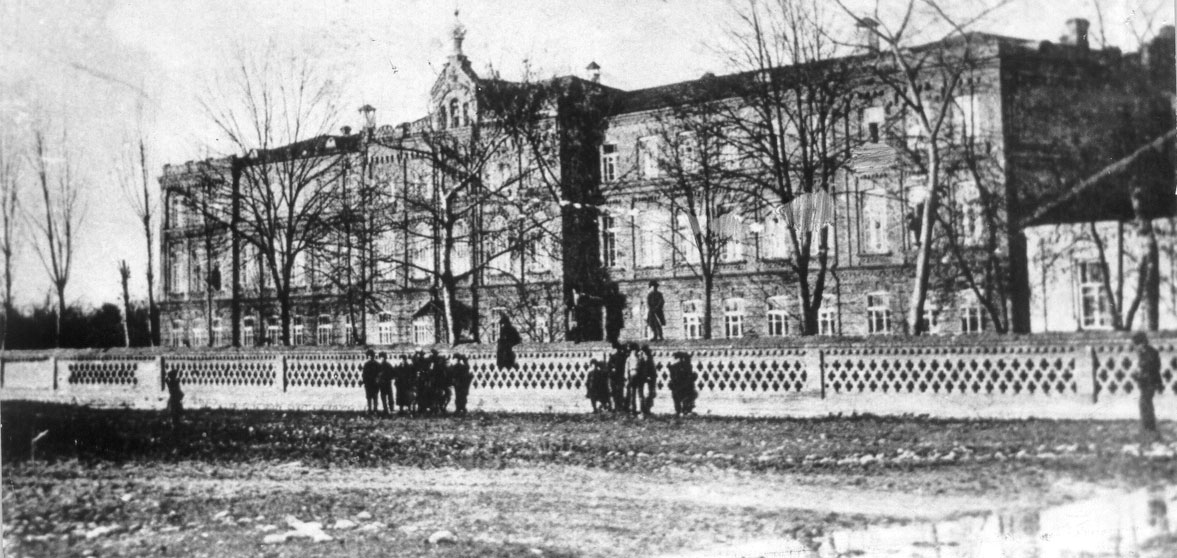

Aleksandrowskie misyjne seminarium duchowne w Ardonie (ros. Александровская миссионерская Духовная Семинария в Ардоне) – prawosławne seminarium duchowne, prowadzone przez eparchię władykaukaską Rosyjskiego Kościoła Prawosławnego. Funkcjonowało w latach 1894–1917.

## Historia

### Szkoła duchowna w Ardonie
W 1882 Świątobliwy Synod Rządzący przeniósł z Mozdoku do Władykaukazu jedyną szkołę duchowną działającą w eparchii władykaukaskiej. Była to niższa szkoła duchowna, po której kandydaci na kapłanów kontynuowali naukę w seminariach. Synod otworzył przy szkole wydział osetyjski, w którym kandydaci pochodzenia osetyjskiego mieli przygotowywać się do przyjęcia święceń kapłańskich lub do pracy nauczycieli w szkołach parafialnych na terenie Osetii, gdzie wiele parafii prawosławnych wakowało. W praktyce uczniowie pochodzenia osetyjskiego nie chcieli wracać po ukończeniu nauki do rodzinnych wsi, lecz pozostawali we Władykaukazie i podejmowali pracę urzędników.
Aby zmienić tę sytuację, egzarcha Gruzji Paweł postanowił przenieść szkołę do jednej z mniejszych miejscowości w Osetii i polecił biskupowi władykaukaskiemu Józefowi, wikariuszowi Egzarchatu, wskazanie najodpowiedniejszej lokalizacji. Biskup Józef zasugerował Ardon, gdzie istniała jedna z najprężniejszych etnicznie osetyjskich parafii prawosławnych. Budynek szkoły duchownej został wzniesiony w 1883. Rozmieszczono w nim sześć sal lekcyjnych, cerkiew szkolną, pomieszczenia administracyjne, w kompleksie zabudowań szkoły znalazł się także internat. Placówkę nazwano Aleksandrowską, by upamiętnić koronację cara Aleksandra III, która odbyła się w tym samym roku. Utworzenie szkoły duchownej w Ardonie potwierdził Święty Synod, zezwalając na rozpoczęcie przez placówkę pracy począwszy od roku szkolnego 1887/1888.
Ceremonia otwarcia seminarium miała miejsce 11 października 1887. Biskup władykaukaski Józef odprawił Świętą Liturgię w cerkwi św. Dymitra Sołuńskiego w Ardonie, po czym poprowadził procesję do siedziby seminarium i odczytał akt jego otwarcia. W uroczystości wziął udział naczelnik obwodu terskiego gen. A. Smiekałow. W listopadzie tego samego roku do nowo otwartej placówki przybył nowy egzarcha Gruzji Palladiusz, który przekazał dar pieniężny na bibliotekę szkoły.
Do seminarium mogli wstępować chłopcy w wieku 14–16 lat, którzy ukończyli wcześniej naukę w szkołach parafialnych i zdali egzamin wstępny. Ich zamieszkanie i wyżywienie w internacie opłacało Towarzystwo Odnowy Prawosławnego Chrześcijaństwa na Kaukazie. Nauka w szkole trwała sześć lat. Oprócz przedmiotów teologicznych, słuchacze szkoły uczyli się stolarstwa i sadownictwa. Mieli również obowiązek codziennej wspólnej modlitwy, jak również udziału w całonocnych czuwaniach i świętach prawosławnych. W pierwszym roku szkolnym naukę w szkole duchownej rozpoczęło 48 słuchaczy, z czego 45 Osetyjczyków. Pierwsza grupa absolwentów ukończyła naukę w 1893. Szkoła duchowna nie spełniła jednak oczekiwań twórców w zakresie kształcenia kadr dla osetyjskich parafii prawosławnych. Do czasu przekształcenia w seminarium duchowne, co nastąpiło w 1895, ukończyło ją mniej niż 40 słuchaczy, z czego święcenia kapłańskie przyjęło pięciu.

### Seminarium
Inicjatorem przekształcenia szkoły duchownej w seminarium był biskup władykaukaski Włodzimierz, pierwszy ordynariusz samodzielnej eparchii władykaukaskiej, w 1894. Święty Synod pozytywnie rozpatrzył jego wniosek w 1895. 1 października tego samego roku szkoła rozpoczęła działalność w nowym kształcie. Uczniowie III klasy zostali automatycznie przeniesieni do V klasy seminarium duchownego. Z powodu złego stanu technicznego zabudowań szkolnych i przepełnienia placówki na pocz. XX wieku seminarium zostało rozbudowane na koszt Świętego Synodu. Uzyskało wtedy nową, przestronną siedzibę z nową cerkwią.
Większość wykładowców szkoły była ludźmi świeckimi. Jedynie rektor, inspektor i niekiedy jego współpracownicy byli duchownymi. W szkole wykładane były przedmioty ogólne, teologiczne, nauka języka osetyjskiego była obowiązkowa dla uczniów-Osetyjczyków, dla Rosjan zaś – fakultatywna. Absolwenci szkoły podejmowali – zgodnie z intencjami jej założycieli – pracę nauczycieli w szkołach parafialnych, niektórzy decydowali się na kontynuację nauki na studiach wyższych na różnych uniwersytetach w Rosji. Część z wykształconych w ten sposób absolwentów seminarium wracała następnie do rodzinnej Osetii i tam podejmowała pracę w wyuczonym zawodzie.
W seminarium dochodziło do konfliktów między uczniami a nauczycielami, w 1904 Komitet Naukowy przy Świętym Synodzie zajmował się sprawą trudności dyscyplinarnych w szkole – słuchacze odmawiali nauki przedmiotów teologicznych, śpiewali lub palili w trakcie zajęć. W lutym 1905, gdy rektor seminarium, archimandryta Nikodem, usunął czterech słuchaczy ze szkoły za wielokrotne naruszanie dyscypliny, seminarzyści z dwóch najwyższych klas stanęli w ich obronie. Słuchacze seminarium najprawdopodobniej ostrzelali 18 lutego 1905 mieszkanie rektora, a 1 czerwca, gdy czterej usunięci uczniowie zostali ponownie przyjęci do szkoły, także mieszkanie nauczyciela języka osetyjskiego ks. Kośmy Tokajewa. W październiku 1905 seminarzyści ogłosili strajk, żądając gruntownej reformy programu nauczania w placówce. Domagali się przekształcenia czterech pierwszych klas szkoły w ogólnokształcące, z rozszerzeniem programu nauki algebry, geometrii, języka rosyjskiego. Żądali wprowadzenia obowiązkowych kursów filozofii i psychologii przy ograniczeniu godzin zajęć z historii Kościoła. Pragnęli także, by kierownictwo seminarium zaprzestało sprawowania kontroli nad ich korespondencją, przeszukiwania rzeczy osobistych, nadzorowania czytanych książek i zezwoliło na wydawanie wolnych pism uczniowskich. Rektor seminarium był gotów pójść na częściowe ustępstwa, to jednak nie zadowoliło słuchaczy. W seminarium w Ardonie odbyła się państwowa rewizja. Przeprowadzający ją prof. Ornatski stwierdził, że szkoła nie realizuje postawionych przed nią celów w zakresie kształcenia duchownych osetyjskich i zalecił przekształcenie jej z seminarium misyjnego w zwykłe seminarium, na wzór działających w innych eparchiach Rosyjskiego Kościoła Prawosławnego.
Do niepokojów w szkole dochodziło jeszcze kilkakrotnie w 1907. W czasie jednego z wystąpień uczniów seminarium osobiście odwiedził biskup władykaukaski Gedeon, jednak jego wizyta nie doprowadziła do uspokojenia nastrojów. Bunt seminarzystów zakończyło dopiero siłowe wydalenie ze szkoły wszystkich uczniów klasy III i IV. W kolejnych latach w szkole nadal dochodziło do pomniejszych incydentów związanych z brakiem dyscypliny. W 1912, gdy grupa seminarzystów zagroziła inspektorowi szkoły zabójstwem, biskup władykaukaski Pitirim rozważał czasowe zamknięcie szkoły. Ostatecznie nie doszło do tego, a problemy dyscyplinarne zakończyły się wraz z odwołaniem z funkcji inspektora wyjątkowo niepopularnego ihumena Mikołaja, a następnie po wybuchu I wojny światowej. Wówczas część słuchaczy dobrowolnie przerwała naukę w szkole, by ochotniczo wstąpić do wojska.
W ostatnich latach istnienia seminarium było zadłużone i z trudem zdobywało fundusze na bieżącą działalność. W 1917, gdy wprowadzono opłatę 300 rubli za naukę w nim, szkołę porzuciło 27 słuchaczy. 1 czerwca 1917 szkoła oficjalnie zakończyła działalność. W roku szkolnym 1917/1918 w jej budynku pracę rozpoczęło nowo utworzone gimnazjum.

## Związani z seminarium

### Rektorzy[2]
- Jan (Aleksiejew), 1895–1899
- Andronik (Nikolski), 1899–1901
- Dymitr (Abaszydze), 1901–1902
- Nikodem (Krotkow), 1902–1905
- Grzegorz (Wachnin), 1905[3]
- Arseniusz (Smoleniec), 1907–1909[4]
- Pimen (Biełolikow), 1911–1912

### Inspektorzy
- Andronik (Nikolski), 1897
- Andrzej (Uchtomski), 1899
- Metody (Krasnopiorow), 1903–1906
- Jan (Kistruski), 1912
- Mikołaj (Kienarski), 1912–1913
- Warłaam (Pikałow), 1913–1914

### Wykładowcy
- Witalis (Maksimienko), wykładowca fizyki, homiletyki, teologii pastoralnej i liturgiki w latach 1899–1902[5]